# Mistrzostwa Europy w tenisie stołowym w grze mieszanej
Mistrzostwa Europy w tenisie stołowym w grze mieszanej rozgrywane były w latach 2009–2013. Wcześniej i obecnie turniej gry mieszanej rozgrywany jest w ramach mistrzostw Europy w tenisie stołowym. Organizacją mistrzostw zajmuje się ETTU.

## Historia
| lp | rok     | miasto   | państwo |
| -- | ------- | -------- | ------- |
| 1. | ME 2009 | Subotica | Serbia  |
| 2. | ME 2010 | Subotica | Serbia  |
| 3. | ME 2011 | Stambuł  | Turcja  |
| 4. | ME 2012 | Buzău    | Rumunia |
| 5. | ME 2013 | Buzău    | Rumunia |

## Zwycięzcy
| Rok  | Zawodniczka       | Zawodnik               |
| ---- | ----------------- | ---------------------- |
| 2013 | Renata Štrbiková  | Antonin Gavlas         |
| 2012 | Elizabeta Samara  | Mihai Filimon          |
| 2011 | Elizabeta Samara  | Mihai Filimon          |
| 2010 | Şirin He          | Bora Vang              |
| 2009 | Rūta Paškauskienė | Aleksandar Karakašević |